# Ficus diamantiphylla
Ficus diamantiphylla är en mullbärsväxtart som beskrevs av Edred John Henry Corner. Ficus diamantiphylla ingår i släktet fikonsläktet, och familjen mullbärsväxter. Inga underarter finns listade i Catalogue of Life.